# Leucania pumilio
Leucania pumilio là một loài bướm đêm trong họ Noctuidae.